# Diffusion gazeuse

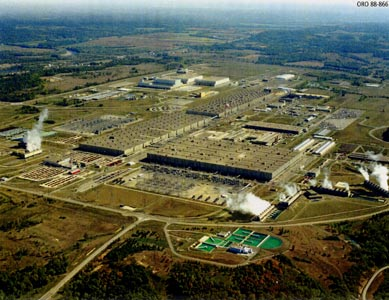
Usine d'enrichissement de l'uranium par diffusion gazeuse à Portsmouth dans l'Ohio.

La diffusion gazeuse est un procédé utilisé pour la production d'uranium enrichi. Il consiste à contraindre de l'hexafluorure d'uranium sous forme gazeuse, UF6, à traverser des membranes hémiperméables. Ce qui permet la séparation des molécules contenant de l'uranium 235 et de l'uranium 238. En utilisant une cascade de plusieurs de ces dispositifs, on obtient une bonne séparation des isotopes. Il a été le premier procédé économique d'enrichissement développé avec succès.